# Stenoptilia gratiolae
Stenoptilia gratiolae é uma espécie de insetos lepidópteros, mais especificamente de traças, pertencente à família Pterophoridae.
A autoridade científica da espécie é Gibeaux & Nel, tendo sido descrita no ano de 1990.
Trata-se de uma espécie presente no território português.